# Evelop Airlines
Evelop Airlines, mer känt som endast Evelop (skrivet evelop!) är ett flygbolag som grundades 2013 med huvudbas i Mallorca, Spanien. Verksamheten började 1998 men då under namnet Iberworld Airlines som sedan starten gjort över 75 000 flygningar och flugit över 11 miljoner passagerare. Evelops flygplansflotta är modern och består av en Airbus A330-300 och två Airbus A320-200.
Evelop flyger dels långlinjecharter från Spanien till Västindien men har också ett reguljärt linjenät i södra Europa och ett charterflyg i Skandinavien till Gran Canaria.